# هاجیم ایشی
هاجیم ایشی (ژاپنی: 石井 肇؛ زادهٔ ۲۶ مهٔ ۱۹۵۹) یک بازیکن فوتبال اهل ژاپن است.
هاجیم ایشی در تیم‌هایی همچون باشگاه فوتبال هوکایدو کونسادول ساپورو و باشگاه فوتبال وگالتا سندای مربی‌گری کرده‌است.